# Štikada
Štikada is een plaats in de gemeente Lovinac in de Kroatische provincie Lika-Senj. De plaats telt 175 inwoners (2001).